# Akademické mistrovství světa v orientačním běhu 2014
19. Akademické mistrovství světa v orientačním běhu proběhlo v Česku ve dnech 12. až 16. srpna 2014. Centrum závodů AMS byla Olomouc. Poprvé v historii AMS byly na program zařazeny smíšené sprintové štafety po vzoru mistrovství světa.
Šlo již o třetí akademické MS na českém území, Česká Lípa hostila AMS 1982 a Plzeň AMS 2004.
Česká televize připravila 61 minutovou reportáž odvysílanou na ČT sport.

## Účastníci
Závodů se zúčastnilo celkem 258 závodníků (138 mužů a 120 žen) z 32 zemí.
- Austrálie
- Bělorusko
- Bulharsko
- Česko
- Čína
- Estonsko
- Finsko
- Francie
- Hongkong
- Irsko
- Itálie
- Japonsko
- Kanada
- Lotyšsko
- Litva
- Maďarsko
- Moldavsko
- Německo
- Nový Zéland
- Norsko
- Polsko
- Rakousko
- Rumunsko
- Rusko
- Slovensko
- Slovinsko
- Španělsko
- Spojené království
- Švédsko
- Švýcarsko
- Spojené státy americké
- Ukrajina

## Program závodů
Program Mistrovství světa podle Finálního Bulletinu:
| Den       | Závod                                     | Centrum závodu          |
| --------- | ----------------------------------------- | ----------------------- |
| 10. srpen | prolog - smíšené sprintové štafety (test) | Prostějov               |
| 11. srpen | zahajovací ceremoniál                     | Olomouc                 |
| 12. srpen | sprintové štafety                         | Kroměříž                |
| 13. srpen | klasická trať                             | Nectava                 |
| 14. srpen | sprint                                    | Olomouc - Svatý Kopeček |
| 15. srpen | krátká trať                               | Protivanov              |
| 16. srpen | štafety závěrečný ceremoniál              | Protivanov Olomouc      |

## Závod smíšených sprintových štafet (Mixed relay)
| - Traťové parametry: - Mapa: Kroměříž 1 : 4 000, E = 2 m |                                                                                       |       |        |
| Umístění                                                 | Jména                                                                                 | Čas   | Ztráta |
| Zlatá medaile                                            | Švýcarsko Sarina Jenzer Martin Hubmann Julia Gross Matthias Kyburz                    | 55:27 |        |
| Stříbrná medaile                                         | Švédsko Lina Strand Johan Högstrand Karolin Ohlsson Albin Ridefelt                    | 56:37 | +1:10  |
| Bronzová medaile                                         | Česko Vendula Horčičková Miloš Nykodým Iveta Šístková Vojtěch Král                    | 57:14 | +1:47  |
| 4                                                        | Francie Isia Basset Lucas Basset Lea Vercellotti Frédéric Tranchand                   | 57:25 | +1:58  |
| 5                                                        | Norsko Emma Mathilda Johanssen Bjørn Ekeberg Kine Hallan Steiwer Gaute Hallan Steiwer | 57:43 | +2:16  |
| 6                                                        | Rusko Aleksandra Voitova Sergey Dobrynin Anastasiia Potapenko Gleb Tikhonov           | 58:56 | +3:29  |
| Oficiální výsledky                                       |                                                                                       |       |        |

## Závod na klasické trati (Long)
| Zkrácené výsledky                                                                                      | Zkrácené výsledky                                                                                      | Zkrácené výsledky                                                                                      | Zkrácené výsledky                                                                                      | Zkrácené výsledky                                                                                     | Zkrácené výsledky                                                                                     | Zkrácené výsledky                                                                                     | Zkrácené výsledky                                                                                     |
| Muži                                                                                                   | Muži                                                                                                   | Muži                                                                                                   | Muži                                                                                                   | Ženy                                                                                                  | Ženy                                                                                                  | Ženy                                                                                                  | Ženy                                                                                                  |
| --- | --- | --- | --- | --- | --- | --- | --- |
| - Traťové parametry: 12,4 km, 24 kontrol, 680 m převýšení. - Mapa: Nectavské údolí 1 : 15 000, E = 5 m | - Traťové parametry: 12,4 km, 24 kontrol, 680 m převýšení. - Mapa: Nectavské údolí 1 : 15 000, E = 5 m | - Traťové parametry: 12,4 km, 24 kontrol, 680 m převýšení. - Mapa: Nectavské údolí 1 : 15 000, E = 5 m | - Traťové parametry: 12,4 km, 24 kontrol, 680 m převýšení. - Mapa: Nectavské údolí 1 : 15 000, E = 5 m | - Traťové parametry: 8,3 km, 16 kontrol, 460 m převýšení. - Mapa: Nectavské údolí 1 : 15 000, E = 5 m | - Traťové parametry: 8,3 km, 16 kontrol, 460 m převýšení. - Mapa: Nectavské údolí 1 : 15 000, E = 5 m | - Traťové parametry: 8,3 km, 16 kontrol, 460 m převýšení. - Mapa: Nectavské údolí 1 : 15 000, E = 5 m | - Traťové parametry: 8,3 km, 16 kontrol, 460 m převýšení. - Mapa: Nectavské údolí 1 : 15 000, E = 5 m |
| Umístění                                                                                               | Jméno                                                                                                  | Čas | Ztráta                                                                                                 | Umístění                                                                                              | Jméno                                                                                                 | Čas                                                                                                   | Ztráta                                                                                                |
| Zlatá medaile                                                                                          | Frédéric Tranchand                                                                                     | 1:19:14                                                                                                | | Zlatá medaile                                                                                         | Ronning Sund Goril                                                                                    | 1:08:06                                                                                               | |
| Stříbrná medaile                                                                                       | Matthias Kyburz                                                                                        | 1:21:03                                                                                                | +1:49                                                                                                  | Stříbrná medaile                                                                                      | Bettina Aebi                                                                                          | 1:12:29                                                                                               | +4:23                                                                                                 |
| Bronzová medaile                                                                                       | Andreas Kyburz                                                                                         | 1:22:30                                                                                                | +3:16                                                                                                  | Bronzová medaile                                                                                      | Jana Knapová                                                                                          | 1:12:52                                                                                               | +4:46                                                                                                 |
| 4 | Rassmus Andersson                                                                                      | 1:24:18                                                                                                | +5:04                                                                                                  | 4 | Ingjerd Myhre                                                                                         | 1:13:40                                                                                               | +5:34                                                                                                 |
| 5 | Thomas Natvig Arstad                                                                                   | 1:25:45                                                                                                | +6:31                                                                                                  | 5 | Ursula Kadan                                                                                          | 1:14:25                                                                                               | +6:19                                                                                                 |
| 6 | Oskar Sjöberg                                                                                          | 1:26:13                                                                                                | +6:59                                                                                                  | 6 | Saara Norrgrann                                                                                       | 1:15:01                                                                                               | +6:55                                                                                                 |
| Oficiální výsledky                                                                                     | | | | | | | |

## Závod ve sprintu (Sprint)
| Zkrácené výsledky                                                                                    | Zkrácené výsledky                                                                                    | Zkrácené výsledky                                                                                    | Zkrácené výsledky                                                                                    | Zkrácené výsledky                                                                                    | Zkrácené výsledky                                                                                    | Zkrácené výsledky                                                                                    | Zkrácené výsledky                                                                                    |
| Muži                                                                                                 | Muži                                                                                                 | Muži                                                                                                 | Muži                                                                                                 | Ženy                                                                                                 | Ženy                                                                                                 | Ženy                                                                                                 | Ženy                                                                                                 |
| --- | --- | --- | --- | --- | --- | --- | --- |
| - Traťové parametry: 2,5 km, 17 kontrol, 122 m převýšení. - Mapa: Svatý Kopeček 1 : 4 000, E = 2,5 m | - Traťové parametry: 2,5 km, 17 kontrol, 122 m převýšení. - Mapa: Svatý Kopeček 1 : 4 000, E = 2,5 m | - Traťové parametry: 2,5 km, 17 kontrol, 122 m převýšení. - Mapa: Svatý Kopeček 1 : 4 000, E = 2,5 m | - Traťové parametry: 2,5 km, 17 kontrol, 122 m převýšení. - Mapa: Svatý Kopeček 1 : 4 000, E = 2,5 m | - Traťové parametry: 2,0 km, 13 kontrol, 115 m převýšení. - Mapa: Svatý Kopeček 1 : 4 000, E = 2,5 m | - Traťové parametry: 2,0 km, 13 kontrol, 115 m převýšení. - Mapa: Svatý Kopeček 1 : 4 000, E = 2,5 m | - Traťové parametry: 2,0 km, 13 kontrol, 115 m převýšení. - Mapa: Svatý Kopeček 1 : 4 000, E = 2,5 m | - Traťové parametry: 2,0 km, 13 kontrol, 115 m převýšení. - Mapa: Svatý Kopeček 1 : 4 000, E = 2,5 m |
| Umístění                                                                                             | Jméno                                                                                                | Čas                                                                                                  | Ztráta                                                                                               | Umístění                                                                                             | Jméno                                                                                                | Čas                                                                                                  | Ztráta                                                                                               |
| Zlatá medaile                                                                                        | Matthias Kyburz                                                                                      | 14:13                                                                                                | | Zlatá medaile                                                                                        | Karolin Ohlsson                                                                                      | 14:09                                                                                                | |
| Zlatá medaile                                                                                        | Martin Hubmann                                                                                       | 14:13                                                                                                | | Stříbrná medaile                                                                                     | Anastasija Denisovová                                                                                | 14:29                                                                                                | +0:20                                                                                                |
| Bronzová medaile                                                                                     | Frédéric Tranchand                                                                                   | 14:16                                                                                                | +0:03                                                                                                | Bronzová medaile                                                                                     | Elena Roos                                                                                           | 14:39                                                                                                | +0:30                                                                                                |
| 4 | Andreas Kyburz                                                                                       | 14:33                                                                                                | +0:20                                                                                                | 4 | Julia Gross                                                                                          | 14:43                                                                                                | +0:34                                                                                                |
| 5 | Vojtěch Král                                                                                         | 14:35                                                                                                | +0:22                                                                                                | 5 | Lina Strand                                                                                          | 14:45                                                                                                | +0:36                                                                                                |
| 6 | Severi Kymäläinen                                                                                    | 14:47                                                                                                | +0:34                                                                                                | 6 | Ingjerd Myhre                                                                                        | 14:51                                                                                                | +0:42                                                                                                |
| Oficiální výsledky                                                                                   | | | | | | | |

## Závod na krátké trati (Middle)
| Zkrácené výsledky                                                                               | Zkrácené výsledky                                                                               | Zkrácené výsledky                                                                               | Zkrácené výsledky                                                                               | Zkrácené výsledky                                                                               | Zkrácené výsledky                                                                               | Zkrácené výsledky                                                                               | Zkrácené výsledky                                                                               |
| Muži                                                                                            | Muži                                                                                            | Muži                                                                                            | Muži                                                                                            | Ženy                                                                                            | Ženy                                                                                            | Ženy                                                                                            | Ženy                                                                                            |
| ----------------------------------------------------------------------------------------------- | ----------------------------------------------------------------------------------------------- | ----------------------------------------------------------------------------------------------- | ----------------------------------------------------------------------------------------------- | ----------------------------------------------------------------------------------------------- | ----------------------------------------------------------------------------------------------- | ----------------------------------------------------------------------------------------------- | ----------------------------------------------------------------------------------------------- |
| - Traťové parametry: 6,9 km, 26 kontrol, 75 m převýšení. - Mapa: Skelná huť 1 : 10 000, E = 5 m | - Traťové parametry: 6,9 km, 26 kontrol, 75 m převýšení. - Mapa: Skelná huť 1 : 10 000, E = 5 m | - Traťové parametry: 6,9 km, 26 kontrol, 75 m převýšení. - Mapa: Skelná huť 1 : 10 000, E = 5 m | - Traťové parametry: 6,9 km, 26 kontrol, 75 m převýšení. - Mapa: Skelná huť 1 : 10 000, E = 5 m | - Traťové parametry: 5,4 km, 22 kontrol, 50 m převýšení. - Mapa: Skelná huť 1 : 10 000, E = 5 m | - Traťové parametry: 5,4 km, 22 kontrol, 50 m převýšení. - Mapa: Skelná huť 1 : 10 000, E = 5 m | - Traťové parametry: 5,4 km, 22 kontrol, 50 m převýšení. - Mapa: Skelná huť 1 : 10 000, E = 5 m | - Traťové parametry: 5,4 km, 22 kontrol, 50 m převýšení. - Mapa: Skelná huť 1 : 10 000, E = 5 m |
| Umístění                                                                                        | Jméno                                                                                           | Čas                                                                                             | Ztráta                                                                                          | Umístění                                                                                        | Jméno                                                                                           | Čas                                                                                             | Ztráta                                                                                          |
| Zlatá medaile                                                                                   | Albin Ridefelt                                                                                  | 31:44                                                                                           |                                                                                                 | Zlatá medaile                                                                                   | Sarina Jenzer                                                                                   | 30:48                                                                                           |                                                                                                 |
| Stříbrná medaile                                                                                | Lucas Basset                                                                                    | 32:20                                                                                           | +0:36                                                                                           | Stříbrná medaile                                                                                | Iveta Šístková                                                                                  | 31:36                                                                                           | +0:48                                                                                           |
| Bronzová medaile                                                                                | Jan Petržela                                                                                    | 32:32                                                                                           | +0:48                                                                                           | Bronzová medaile                                                                                | Ronning Sund Goril                                                                              | 31:42                                                                                           | +0:54                                                                                           |
| 4                                                                                               | Rassmus Andersson                                                                               | 32:38                                                                                           | +0:54                                                                                           | Bronzová medaile                                                                                | Lea Vercellotti                                                                                 | 31:42                                                                                           | +0:54                                                                                           |
| 5                                                                                               | Vojtěch Král                                                                                    | 32:41                                                                                           | +0:57                                                                                           | 5                                                                                               | Emily Kathryn Kemp                                                                              | 31:47                                                                                           | +0:59                                                                                           |
| 6                                                                                               | Raffael Huber                                                                                   | 33:05                                                                                           | +1:21                                                                                           | 6                                                                                               | Karolin Ohlsson                                                                                 | 31:57                                                                                           | +1:09                                                                                           |
| Oficiální výsledky                                                                              |                                                                                                 |                                                                                                 |                                                                                                 |                                                                                                 |                                                                                                 |                                                                                                 |                                                                                                 |

## Závod štafet (Relay)
| Zkrácené výsledky                                             | Zkrácené výsledky                                                                 | Zkrácené výsledky                                             | Zkrácené výsledky                                             | Zkrácené výsledky                                             | Zkrácené výsledky                                                 | Zkrácené výsledky                                             | Zkrácené výsledky                                             |
| Muži                                                          | Muži                                                                              | Muži                                                          | Muži                                                          | Ženy                                                          | Ženy                                                              | Ženy                                                          | Ženy                                                          |
| ------------------------------------------------------------- | --------------------------------------------------------------------------------- | ------------------------------------------------------------- | ------------------------------------------------------------- | ------------------------------------------------------------- | ----------------------------------------------------------------- | ------------------------------------------------------------- | ------------------------------------------------------------- |
| - Traťové parametry: - Mapa: Huťský potok 1 : 10 000, E = 5 m | - Traťové parametry: - Mapa: Huťský potok 1 : 10 000, E = 5 m                     | - Traťové parametry: - Mapa: Huťský potok 1 : 10 000, E = 5 m | - Traťové parametry: - Mapa: Huťský potok 1 : 10 000, E = 5 m | - Traťové parametry: - Mapa: Huťský potok 1 : 10 000, E = 5 m | - Traťové parametry: - Mapa: Huťský potok 1 : 10 000, E = 5 m     | - Traťové parametry: - Mapa: Huťský potok 1 : 10 000, E = 5 m | - Traťové parametry: - Mapa: Huťský potok 1 : 10 000, E = 5 m |
| Umístění                                                      | Jméno                                                                             | Čas                                                           | Ztráta                                                        | Umístění                                                      | Jméno                                                             | Čas                                                           | Ztráta                                                        |
| Zlatá medaile                                                 | Švédsko Rassmus Andersson Albin Ridefelt Oskar Sjöberg                            | 1:33:30                                                       |                                                               | Zlatá medaile                                                 | Švédsko Lilian Forsgren Helena Karlsson Lina Strand               | 1:31:29                                                       |                                                               |
| Stříbrná medaile                                              | Česko Miloš Nykodým Jan Petržela Vojtěch Král                                     | 1:33:56                                                       | +0:26                                                         | Stříbrná medaile                                              | Česko Vendula Horčičková Jana Knapová Iveta Šístková              | 1:31:44                                                       | +0:15                                                         |
| Bronzová medaile                                              | Švýcarsko Andreas Kyburz Matthias Kyburz Martin Hubmann                           | 1:34:20                                                       | +0:50                                                         | Bronzová medaile                                              | Finsko Miia Niittynen Kirsi Nurmi Maija Sianoja                   | 1:32:38                                                       | +1:09                                                         |
| 4                                                             | Velká Británie Kristian Mark Jones Peter James Hodkinson Jonathan Peter Crickmore | 1:35:53                                                       | +2:23                                                         | 4                                                             | Švýcarsko Bettina Aebi Julia Gross Sarina Jenzer                  | 1:33:31                                                       | +2:02                                                         |
| 5                                                             | Finsko Otto Simosas Severi Kymäläinen Frederic Portin                             | 1:37:34                                                       | +4:04                                                         | 5                                                             | Norsko Ingjerd Myhre Emma Mathilda Johanssen Goril Ronning Sund   | 1:34:16                                                       | +2:47                                                         |
| 6                                                             | Norsko Nicholas Oskarsson Hakon Jarvis Westergard Jo Forseth Indgaard             | 1:38:07                                                       | +4:37                                                         | 6                                                             | Rusko Aleksandra Voitova Anastasiia Potapenko Anastasiia Neverova | 1:34:46                                                       | +3:17                                                         |
| Oficiální výsledky                                            |                                                                                   |                                                               |                                                               |                                                               |                                                                   |                                                               |                                                               |

## Medailové pořadí podle zemí
Pořadí zúčastněných zemí podle získaných medailí v jednotlivých závodech mistrovství (tzv. olympijského hodnocení).
| Medailové pořadí podle zemí | Medailové pořadí podle zemí | Medailové pořadí podle zemí | Medailové pořadí podle zemí | Medailové pořadí podle zemí | Medailové pořadí podle zemí |
| Pořadí                      | Stát                        | Zlatá medaile               | Stříbrná medaile            | Bronzová medaile            | Celkem                      |
| --------------------------- | --------------------------- | --------------------------- | --------------------------- | --------------------------- | --------------------------- |
| 1                           | Švýcarsko                   | 4                           | 2                           | 3                           | 9                           |
| 2                           | Švédsko                     | 4                           | 1                           |                             | 5                           |
| 3                           | Francie                     | 1                           | 1                           | 2                           | 4                           |
| 4                           | Norsko                      | 1                           |                             | 1                           | 2                           |
| 5                           | Česko                       |                             | 3                           | 3                           | 6                           |
| 6                           | Bělorusko                   |                             | 1                           |                             | 1                           |
| 7                           | Finsko                      |                             |                             | 1                           | 1                           |

## Česká reprezentace na AMS
Česko reprezentovalo 6 mužů a 6 žen.
| Přehled umístění českých reprezentantů | Přehled umístění českých reprezentantů | Přehled umístění českých reprezentantů | Přehled umístění českých reprezentantů | Přehled umístění českých reprezentantů | Přehled umístění českých reprezentantů | Přehled umístění českých reprezentantů |
| Kategorie                              | Jméno                                  | Klasika                                | Krátká                                 | Sprint                                 | Štafety                                | Mix štafety                            |
| -------------------------------------- | -------------------------------------- | -------------------------------------- | -------------------------------------- | -------------------------------------- | -------------------------------------- | -------------------------------------- |
| Ženy                                   | Vendula Horčičková                     | X                                      | 7. místo                               | 10. místo                              | 2. místo                               | 3. místo                               |
| Ženy                                   | Adéla Indráková                        | 12. místo                              | X                                      | 8. místo                               | X                                      | X                                      |
| Ženy                                   | Eva Kabáthová                          | 22. místo                              | 29. místo                              | X                                      | X                                      | X                                      |
| Ženy                                   | Jana Knapová                           | 3. místo                               | 7. místo                               | X                                      | 2. místo                               | X                                      |
| Ženy                                   | Denisa Kosová                          | 25. místo                              | X                                      | 28. místo                              | X                                      | X                                      |
| Ženy                                   | Iveta Šístková                         | X                                      | 2. místo                               | 7. místo                               | 2. místo                               | 3. místo                               |
| Muži                                   | Adam Chromý                            | 11. místo                              | 25. místo                              | X                                      | X                                      | X                                      |
| Muži                                   | Štěpán Kodeda                          | 10. místo                              | X                                      | 7. místo                               | X                                      | X                                      |
| Muži                                   | Vojtěch Král                           | X                                      | 5. místo                               | 5. místo                               | 2. místo                               | 3. místo                               |
| Muži                                   | Pavel Kubát                            | 20. místo                              | X                                      | 13. místo                              | X                                      | X                                      |
| Muži                                   | Miloš Nykodým                          | X                                      | 11. místo                              | 10. místo                              | 2. místo                               | 3. místo                               |
| Muži                                   | Jan Petržela                           | 8. místo                               | 3. místo                               | X                                      | 2. místo                               | X                                      |